# Сьвежбене
Сьвежбене (пол. Świerzbienie) — село в Польщі, у гміні Моньки Монецького повіту Підляського воєводства.
Населення — 132 особи (2011).
У 1975-1998 роках село належало до Білостоцького воєводства.

## Демографія
Демографічна структура станом на 31 березня 2011 року:
|          | Загалом | Допрацездатний вік | Працездатний вік | Постпрацездатний вік |
| -------- | ------- | ------------------ | ---------------- | -------------------- |
| Чоловіки | 69      | 22                 | 36               | 11                   |
| Жінки    | 63      | 17                 | 34               | 12                   |
| Разом    | 132     | 39                 | 70               | 23                   |